# Haganj
Haganj is een plaats in de gemeente Gradec in de Kroatische provincie Zagreb. De plaats telt 534 inwoners (2001).